# Wojny narkotykowe w Meksyku
Wojny narkotykowe w Meksyku – konflikty toczone przez meksykańskie kartele narkotykowe pomiędzy sobą oraz przeciwko meksykańskim siłom rządowym od 2006 roku. Celem karteli jest przejęcie kontroli nad szlakami narkotykowymi do Stanów Zjednoczonych, natomiast celem sił rządowych jest likwidacja karteli. Wojny te co roku pochłaniają tysiące ofiar.

## Geneza handlu narkotykami w Meksyku
Handel narkotykami w Meksyku rozpoczął się już pod koniec XIX wieku, wraz z przybyciem do tego kraju Chińczyków. Byli oni zatrudniani jako tania siła robocza w większych przedsięwzięciach budowlanych, przykładowo do budowy kolei. 
Palenie opium było głęboko zakorzenione w chińskiej tradycji, zatem wkrótce Chińczycy zaczęli zakładać plantacje maku oraz wytwórnie i palarnie opium. Jednakże w latach 40. XX wieku głównymi handlarzami opium, a wkrótce także marihuany byli już Meksykanie. 
Meksykańskie kartele narkotykowe powstały w latach 80. XX wieku. Za ich założyciela uznaje się Miguela Ángela Félixa Gallardo, byłego funkcjonariusza meksykańskiej policji federalnej. W 1980 założył on kartel z Guadalajary, poprzez który kontrolował cały handel narkotykami w Meksyku oraz szlaki narkotykowe do Stanów Zjednoczonych. Wkrótce rozpoczął współpracę z kolumbijskimi kartelami narkotykowymi.
Aby zabezpieczyć ciągłość handlu, każdemu ze swoich zaufanych ludzi powierzył kontrolę jedynie części handlu narkotykami, w tym po kilka wydzielonych szlaków narkotykowych. Dzięki temu, w przypadku aresztowania któregoś z nich, w dalszym ciągu sprawnie działały pozostałe. Ale był to też początek funkcjonowania wielu różnych karteli. 
Félix Gallardo został aresztowany 8 kwietnia 1989. W związku z faktem, że nie wyznaczył on swojego następcy, kartele rozpoczęły walkę między sobą o pozycję w handlu narkotykami i kontrolę szlaków narkotykowych.

## Strony konfliktu

### Ważniejsze meksykańskie kartele narkotykowe
Jalisco New Generation Cartel
     Sinaloa Cartel
     Los Zetas
     Gulf Cartel
     Guerreros Unidos
     Beltrán-Leyva Cartel
     La Familia Michoacana
     Cartel of the Northeast
     Anti-Union Force
     Santa Rosa de Lima Cartel

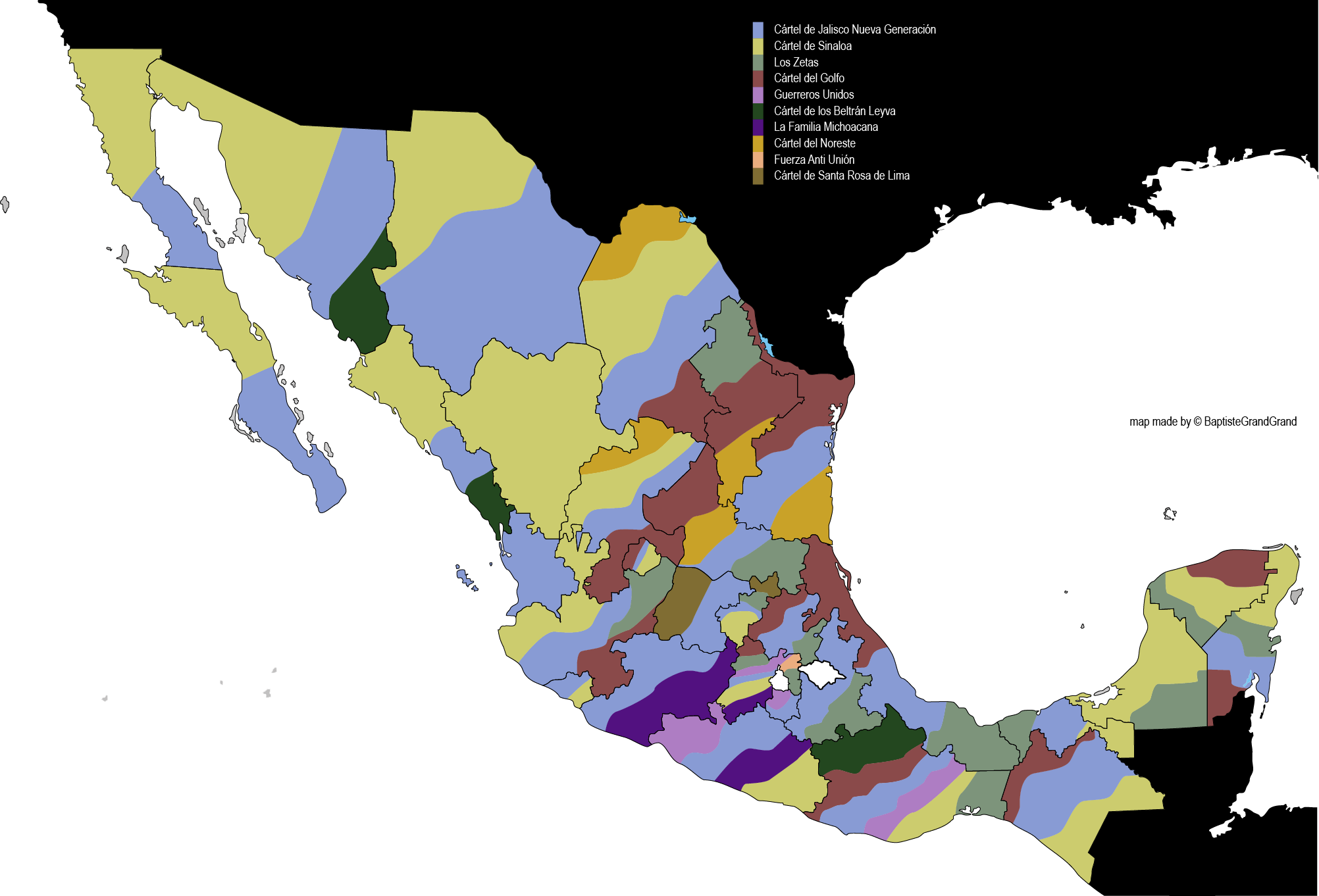
Rejony działania karteli – stan na wrzesień 2020 r.
Jalisco New Generation Cartel
Sinaloa Cartel
Los Zetas
Gulf Cartel
Guerreros Unidos
Beltrán-Leyva Cartel
La Familia Michoacana
Cartel of the Northeast
Anti-Union Force
Santa Rosa de Lima Cartel

- Sinaloa Cartel – jest najprawdopodobniej najsilniejszą organizacją przemytniczą w Meksyku[20]. Kartelem tym kieruje Joaquín Guzmán Loera, który dzięki handlowi narkotykami dorobił się znacznej fortuny, miesięcznik Forbes w 2011 wymienił go na 10 miejscu wśród najbogatszych ludzi w Meksyku[21]. Sinaloa Cartel działa głównie w centrum i na północy Meksyku. Od dłuższego czasu konkuruje z kartelem El Golfo, a od niedawna także z grupą Juárez.
- El Golfo Cartel – pochodzi ze stanu Tamaulipas kontroluje znaczną część szlaków narkotykowych, jest aktywny w kilku krajach latynoamerykańskich, podejrzewa się, że w Europie współpracuje z włoską mafią[22]. Rywalizował z kartelami Sinaloa i Juarez. W latach 90 stworzył bojówki paramilitarne „Los Zetas”, które w 2010 stały się niezależnym kartelem i rozpoczęły walkę z El Golfo. Do zaciętych walk pomiędzy kartelami dochodziło w miastach granicznych stanu Tamaulipas[23].
- Juárez Cartel – początkowo jeden z silniejszych karteli, jednak od czasu śmierci swojego przywódcy Amado Carrillo Fuentesa w 1997 roku jego siła stopniowo słabnie. Pozostaje w konflikcie z kartelami El Golfo i Sinaloa, który pomimo znacznych nakładów przegrywa[20]. Jednakże ciągle utrzymuje kontrolę nad korytarzami przerzutu narkotyków do El Paso w Teksasie. Jego szefem  był brat nieżyjącego lidera, Vicente Carrillo Fuentes.
- Los Zetas – to grupa byłych komandosów z elitarnych sił powietrznodesantowych, wynajętych przez kartel El Golfo do zwalczania konkurencji. Jednakże po aresztowaniu w 2003 roku przywódcy El Golfo, Osiela Cárdenasa Guilléna, Los Zetas usamodzielnili się i rozpoczęli walkę z El Golfo o kontrolę nad handlem narkotykami w środkowej części Meksyku[20]. Obecnie kontrolują już większość terenów należących kiedyś do kartelu El Golfo.
- Tijuana Cartel – za siedzibę tej organizacji uznaje się miasto na granicy ze Stanami Zjednoczonymi, Tijuanę, znajdującą się w północno-wschodnim stanie Baja California. Grupa początkowo była potężna, obecnie mocno osłabiona przez ataki sił rządowych i konkurencyjnych karteli. Założona została przez siedmiu braci Arellano Félix. Dziś najprawdopodobniej kierowana jest przez ich siostrzeńca, Fernando Sáncheza Arellano[20].
- La Familia Michoacana Cartel – początki tej organizacji sięgają lat 80., kiedy to została utworzona jako grupa chroniąca interesy mieszkańców stanu Michoacán przed porywaczami, handlarzami narkotyków i lokalną mafią. Później jednak przyłączyła się do kartelu El Golfo, w którego szeregach operowała przez wiele lat. Z kolei po osłabieniu El Golfo zaczęła ponownie działać samodzielnie. Organizacja ta należy do najbrutalniejszych w Meksyku[20]. Liderem Familii był Nazario Moreno González, jednakże po śmierci w starciu z siłami rządowymi w 2010 kartel został znacznie osłabiony[24].
- Kartel Rycerzy Templariuszy  (hiszp. Los Caballeros Templarios) – jest to grupa, która po zabójstwie przywódcy kartelu La Familia Michoacana, Nazario Moreno Gonzáleza w 2011, odłączyła się od kartelu La Familia i rozpoczęła z nim zaciętą walkę. Obecnie przejęła większość rejonu dawniej kontrolowanego przez La Familię[25]. Są w sojuszu z kartelem z Sinaloa, a w konflikcie z kartelem Los Zetas.
- Beltrán Leyva Cartel – organizacja założona przez czterech braci Beltrán Leyva: Marcos Arturo, Carlos, Alfredo i Héctor. Początkowo wyjątkowo silna, korumpowała polityków, sędziów a nawet pracowników Interpolu. Ostatecznie jednak została rozbita przez meksykańskie siły rządowe. Ostatni jej przywódca, Hector Beltrán Leyva, zdołał zbiec, lecz pozostaje nieaktywny.

### Meksykańskie siły rządowe
Początkowo walka z meksykańskimi kartelami narkotykowymi spoczywała na meksykańskiej policji, ale od czasu kiedy, w 2006 r. na prezydenta Meksyku został wybrany Felipe Calderón, do pomocy policji wysłał on wojsko. Rząd Meksyku jest także wspierany przez Stany Zjednoczone, a w szczególności przez utworzoną w 1973 r. amerykańską agencję rządową do walki z narkotykami – Drug Enforcement Administration. Dostarcza ona pomoc w sprzęcie, a także ma własną siatkę agentów na terenie Meksyku, którzy rozpracowują kartele narkotykowe.
Z kartelami walczą również lokalne grupy samoobrony znane jako grupos de autodefensa comunitaria. 

## Przebieg konfliktu
Tijuana Cartel
     Beltrán Leyva Cartel
     Sinaloa Cartel
     Juárez Cartel
     La Familia Michoacana
     El Golfo Cartel
     Los Zetas

Rejony działania meksykańskich karteli narkotykowych maj 2010 Stratfor raport.
Tijuana Cartel
Beltrán Leyva Cartel
Sinaloa Cartel
Juárez Cartel
La Familia Michoacana
El Golfo Cartel
Los Zetas

Wojny narkotykowe trwają praktycznie nieprzerwanie od lat 90, jednak z początku dochodziło do niewielu starć między kartelami i nie pochłaniały one dużej liczby ofiar. W związku z rozbiciem w Kolumbii w latach 90. XX wieku kolumbijskich karteli narkotykowych: Kartelu z Cali i Kartelu z Medellín, meksykańskie kartele narkotykowe osiągnęły dominującą pozycję w sprzedaży narkotyków do Stanów Zjednoczonych. Dzięki temu pozyskały olbrzymie środki finansowe, które przeznaczają na prowadzenie walk, zakup broni, najemników oraz korumpowanie polityków, wojska i policji.
Początkowo władze Meksyku nie podejmowały żadnych większych działań przeciwko kartelom.
Wojnę z kartelami rozpoczął dopiero wybrany w 2006 na prezydenta Meksyku Felipe Calderón. Skierował on do walki z kartelami wojsko, uzasadniając to m.in. tym, że dotychczas obarczona tym zadaniem policja jest zbyt podatna na korupcję. Połączone siły armii i policji federalnej urządzają obławy na członków karteli narkotykowych, dokonują konfiskat transportów kokainy oraz niszczą plantacje maku i konopi. Dokonano wielu aresztowań, wielu członków gangów także zginęło podczas wymiany ognia.
Akcje te nie przyniosły wymiernych efektów – po osłabieniu jednego kartelu w siłę rosną pozostałe.

## Ofiary
Wojny narkotykowe pochłaniają co roku tysiące ofiar. Szacuje się, że od początku wojny proklamowanej przez prezydenta Calderona do 2011 w Meksyku śmierć poniosło już ponad 43 tys. osób. Blisko połowa tych zbrodni została popełniona w trzech północnych stanach Meksyku: Chihuahua, Sinaloa i Tamaulipas. Ofiarami są członkowie karteli, którzy giną w walkach między sobą i z siłami rządowymi, żołnierze oraz ludność cywilna.

### Miejsca masowych mogił
Organizacja Amor por los Desaparecidos en Tamaulipas odkryła miejsce eksterminacji w Reynosa, w stanie Tamaulipas, niedaleko granicy z USA. Podczas poszukiwań zaginionych osób odnaleziono 14 skupisk spalonych szczątków kostnych. Na miejscu ujawniono również dużą ilość łusek po nabojach i opon, potencjalnie używanych do palenia ciał.
Z kolei w Teuchitlán, w stanie Jalisco, aktywiści z grupy Guerreros Buscadores de Jalisco odkryli krematorium używane przez kartel do palenia ciał ofiar. Na terenie gospodarstwa rolnego w La Estanzuela odnaleziono trzy piece kremacyjne i tysiące szczątków ludzkich.